# Протичовнові крейсери проєкту 1123
Протичовнові крейсери проєкту 1123 (шифр «Кондор», англ. Moskva class за класифікацією НАТО) — серія кораблів ПЧО дальньої морської зони ВМФ СРСР, відомих також як крейсери-вертольотоносці. У 1960-х роках на Чорноморському суднобудівному заводі були побудовані два корабля проєкту — ПКР «Москва» і «Ленінград», які увійшли до складу Чорноморського флоту. Виведені з експлуатації на початку 1990-х.

## Історія проєктування
З початком «холодної війни» і появою на озброєнні військово-морських сил країн НАТО атомних підводних човнів з балістичними ракетами, які представляли серйозну небезпеку для СРСР, змінилася тактика застосування і радянського військово-морського флоту: як основна ударна сила були обрані стратегічні й ударні підводні човни — носії ракет, а надводний флот зорієнтований переважно на протичовнові дії. Наприкінці 1950-х років в рамках реалізації цієї концепції почалося проєктування великого корабля ПЧО дальньої зони з груповим базуванням корабельних вертольотів, на які в той час вже покладалися великі великі надії.
Розробка проєкту протичовнового крейсера-вертольотоносця стала продовженням ряду НДДКР проведених при створенні великого протичовнового корабля проєкту 61 і розвитком ідеї застосування для протичовнової оборони вертольотів групового корабельного базування. Згідно з тактико-технічним завданням, визначеним Головним штабом ВМФ, основним призначенням корабля визначалися пошук і знищення швидкохідних атомних підводних човнів з балістичними ракетами в дальніх зонах ПЧО у складі групи кораблів у взаємодії з протичовновою авіацією. Центральний науково-дослідний інститут ВМФ виконав обґрунтування концепції корабля дальньої зони ПЧО, яке передбачало забезпечення безперервного цілодобового пошуку підводних човнів не менше, ніж двома вертольотами, що було неможливо при базуванні на кораблі малого їх числа.
Проєктування корабля проєкту 1123, що отримали шифр «Кондор», почалося в ЦКБ-17 в Ленінграді під керівництвом Олександра Савічева, а всього в конкурсі зі створення першого радянського вертольотоносця брали участь 24 різних проєкти. У пояснювальній записці до попереднього опрацювання корабля ПЧО дальньої зони проєкту 1123 головний конструктор проєкту О. С. Савічев у вересні 1959 року виклав тактику дій корабельної протичовнової пошуково-ударної групи (КПУГ) і навів розрахунки потрібного наряду вертольотів. Сценарій дій корабля передбачав, що вертольотоносець мав підійти до місця передбачуваного пошуку ПЧ на відстань близько 50 км, і, залишаючись поза зоною виявлення підводним човном противника, двома вертольотами, діючи один раз на добу, встановити по контуру обстежуваної акваторії радіогідроакустичні буї 24-годинного дії; далі для забезпечення зв'язку з найбільш віддаленими буями мав вилітати один вертоліт, потім в зону направлялася пара пошукових вертольотів, у завдання яких входить знищення виявленої цілі. Тактична модель визначала оптимальну кількість вертольотів корабельної групи в 14 одиниць.
Технічний проєкт корабля затверджений 25 січня 1962 року. Головний конструктор О. С. Савічев (з 1967 року — А. В. Маринич, який до призначення головним конструктором проєкту був головним конструктором по корпусу корабля). В ході проєктування здійснювалася тісна кооперація з ОКБ-938 М. І. Камова — розробника вертольотів палубної авіації. У розробці засобів вертолітного-протичовнового комплексу брав участь НДІ-15 ВПС СРСР. Опрацьовувалося вісім варіантів ескізного проєкту, у тому числі корабель з бічним розташуванням льотної палуби, вертольотоносець-катамаран тощо. Ескізний проєкт був затверджений у грудні 1960 року. Після затвердження ескізного проєкту опрацьовано 16 конфігурацій компонування корабля. Колективу конструкторів на чолі з Савічевим довелося відпрацьовувати «з нуля» форму корпусу з клиноподібним носом і широкою кормою, що нагадувала подвійний клин; вирішувати питання розміщення потужного гідроакустичного комплексу, аеродинамічні проблеми, розміщувати злітно-посадкову смугу і ангари. Підпалубний ангар корабля вміщував в себе 14 вертольотів, які доставлялися на палубу двома підйомниками, а у надбудові розміщувався ангар для чергових вертольотів і тягачів.

## Програма будівництва
Протичовнові кораблі дальньої морської зони проєкту 1123 будувалися на суднобудівному заводі № 198 в Миколаєві. Головним будівельником кораблів цього типу був призначений Іван Йосипович Вінник, наглядачами — офіцери ВМФ В. Ф. Федін та І. С. Платонов.
Перший корабель проєкту (будівельний номер С-701) був закладений 15 грудня 1962 року, через два роки, у січні 1965-го, спущений на воду, і у квітні 1967 року під ім'ям «Москва» увійшов до складу Чорноморського флоту, хоча початково планувалося направити його на Північний флот. Ходові і державні випробування корабель пройшов з 21 квітня по 3 листопада 1967 року. В ході випробувань з його борту було здійснено понад 100 вильотів вертольотів Ка-25. 10 січня 1968 року «Москва» був включений до складу 21-ї бригади протичовнових кораблів Чорноморського флоту.
Другий борт (будівельний номер С-702) закладений 15 січня 1965 року, наступного дня після спуску на воду «Москви». Спущений на воду у липні 1966-го, і у червні 1969 року під ім'ям «Ленінград» увійшов до складу Чорноморського флоту.
У 1967–1968 роках в ЦКБ-17 був розроблений проєкт вдосконаленого вертольотоносця 1123М (1123.3), на якому передбачалося базування не тільки вертольотів, а й літаків вертикального зльоту і посадки Як-36 (прототип Як-38-го, який так і не пішов у серію). Закладка крейсера «Київ» відбулася 20 лютого 1968 року, але 2 вересня того ж року будівництво корабля було припинене у зв'язку з проєктуванням і початком будівництва корабля нового покоління — авіаносного крейсера проєкту 1143.
| Назва       | Зав. № | Дата закладки                | Спущений на воду | Піднято прапор ВМФ | Підписано приймальний акт | Виключений зі складу флоту |
| ----------- | ------ | ---------------------------- | ---------------- | ------------------ | ------------------------- | -------------------------- |
| «Москва»    | 701    | 15 грудня 1962               | 14 січня 1965    | 16 квітня 1967     | 25 грудня 1967            | 7 листопада 1996           |
| «Ленінград» | 702    | 15 січня 1965                | 31 липня 1966    | 15 грудня 1968     | 22 квітня 1969            | 5 грудня 1992              |
| «Київ»      | 703    | 20 лютого 1968 (планувалось) | —                | —                  | —                         | —                          |

## Особливості конструкції і озброєння

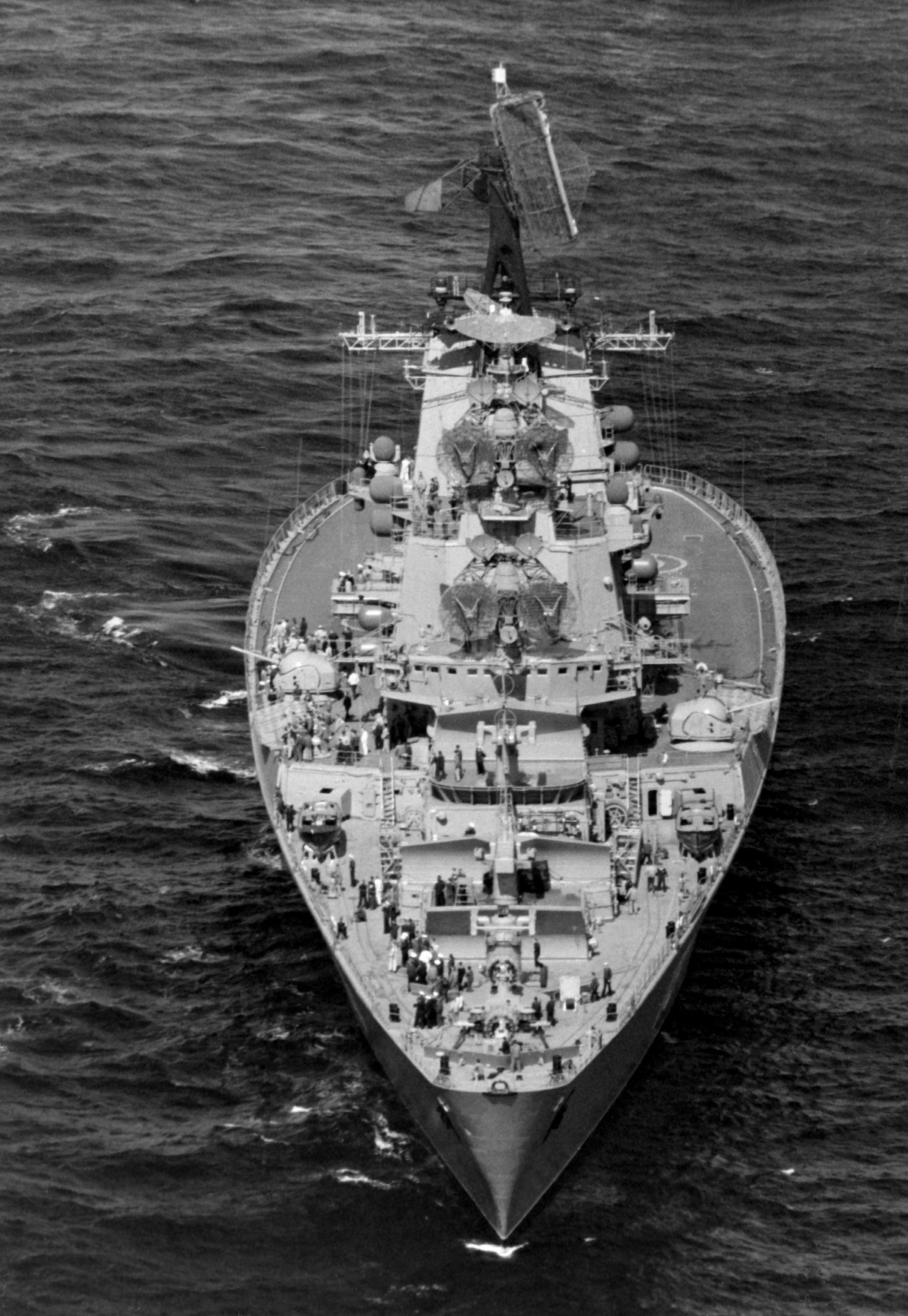
Вид на надбудову з носа

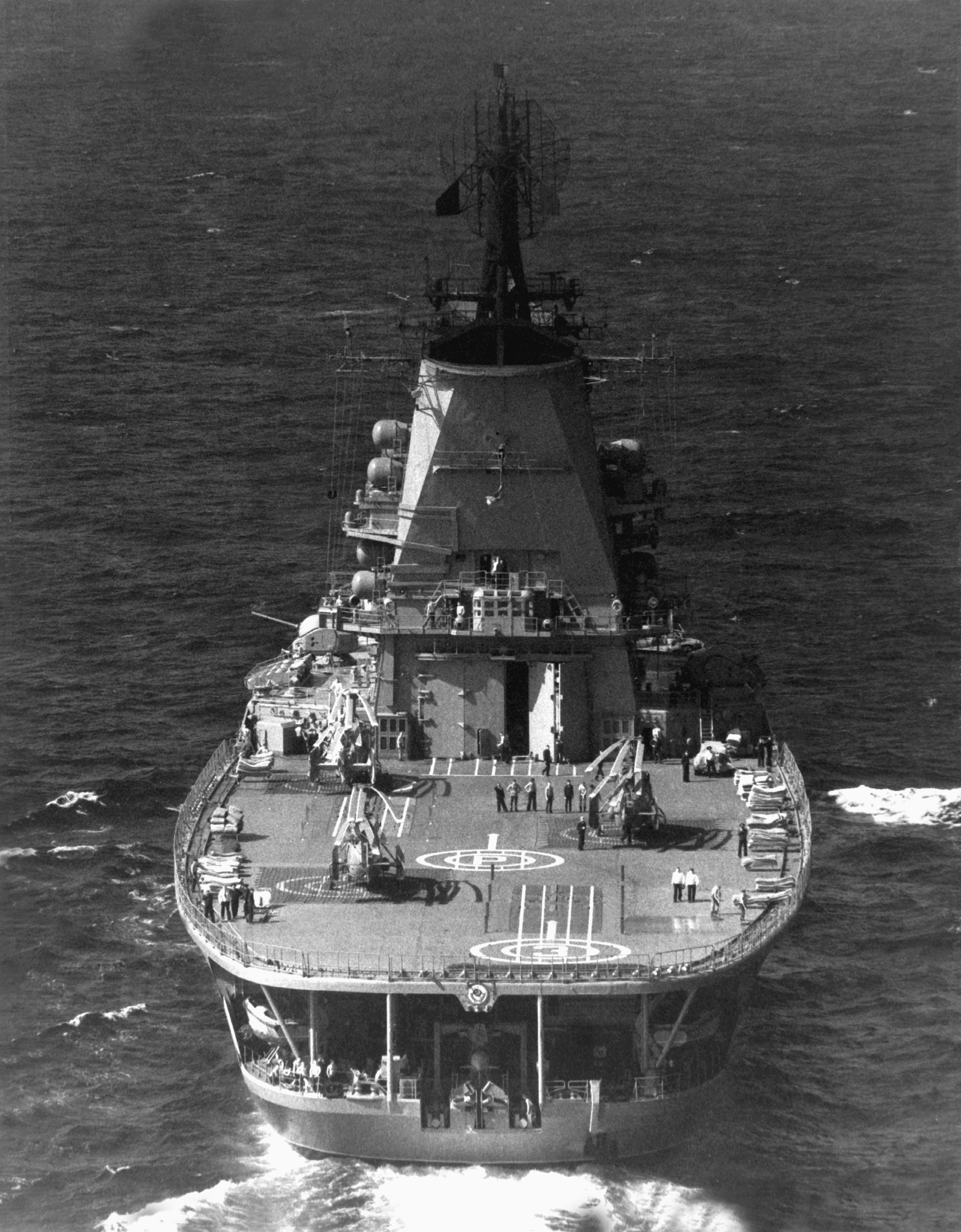
Вид на польотну палубу з корми

Кораблі проєкту 1123 мали високобортний сталевий корпус, виготовлений по поздовжній системі набору зі шпацією 500 мм. Злітно-посадковий майданчик із чотирма стартовими позиціями розміщувався в кормовій частині, найбільш захищеній від заливання хвилями (площа польотної палуби — 2400 м², ангара — 2000 м²). Усі комплекси озброєння розміщувалися в носовій частині. У середній частині розташовувалася багатоярусна надбудова з баштоподібною щоглою. Надбудова виконувалася з алюмінієво-магнієвих сплавів.
Авіакрило складалося з 14 вертольотів Ка-25: 12 Ка-25ПЛ, 1 Ка-25ПС, 1 Ка-25Ц/РЦ (або Мі-8). З них дванадцять знаходились в підпалубному ангарі і два (чергові) в малому ангарі на верхній палубі. На польотну палубу вертольоти піднімалися за допомогою двох 10-тонних підйомників. Корабельне базування вертольотів забезпечувала напівавтоматизована система транспортування вертольотів в ангарі ланцюговими транспортерами. На льотної палубі транспортування вертольотів здійснювалося спеціальними тягачами.
Озброєння корабля складали дві спарені пускові установки ЗРК «Шторм» (48 ракет), одна установка протичовнового ракетного комплексу «Віхрь» (8 ракето-торпед), дві двоствольні 57-мм артилерійські установки АК-725, два реактивні бомбомети РБУ-6000 (144 реактивні глибинні бомби РГБ-60). За проєктом на кораблях були встановлені також два пя'титрубних 533-мм торпедних апарати ПТА-53-1123, але у ході модернізації в 1976 році вони були демонтовані. Радіотехнічне озброєння складалось з ГАС «Оріон», «Вега» і «Хоста», РЛС «Схід», «Ангара-А» тощо. Вперше у радянському флоті вся інформація від радіолокаційних, гідроакустичних та оптичних засобів спостереження надходила в бойову інформаційно-керуючу систему «Корінь-1123».
| Клас, тип, держава, роки експлуатації | Клас, тип, держава, роки експлуатації                        | Водотоннажність, т | Авіакрило, вертольотів | Озброєння                                                                                 |
| ------------------------------------- | ------------------------------------------------------------ | ------------------ | ---------------------- | ----------------------------------------------------------------------------------------- |
|                                       | протичовновий крейсер «Москва» СРСР, 1965–1996               | 14 560             | 14                     | 1×2 ПЧРК «Віхрь», 2×2 ЗРК М-11 «Шторм», 2×2 АУ АК-725, 2×5 533-мм ТА, 2×12 РБУ-6000       |
|                                       | крейсер-вертольотоносець «Жанна д'Арк» Франція, 1964–2010    | 12 365             | 8                      | 6×1 ПКРК «Екзосет», 4×1 100-мм АК mle.53, 4×1 12,7-мм ЗАК                                 |
|                                       | крейсер-вертольотоносець «Вітторіо Венето» Італія, 1969–2006 | 8850               | 9                      | 4×1 ПКРК Otomat-Teseo Mk.2, 1×2 ЗРК SM-1, 8×1 76-мм ЗАК OTO Melara Compact, 2×3 324-мм ТА |

## Експлуатація
В 1966 році, у зв'язку з перекласифікацією кораблів ВМФ СРСР, «Москва» і «Ленінград» були переведені в підклас протичовнових крейсерів.
Обидва кораблі протягом майже 30 років перебували в складі флоту, неодноразово виходячи на бойові служби в Середземне море і Атлантичний океан. Обидва кораблі активно залучались до операцій 5-ї (Середземноморської) оперативної ескадри ВМФ: крейсер «Москва» одинадцять разів виходив на бойову службу в Середземне море, двічі — у Атлантичний океан. У березні 1974 року, перебуваючи в зоні військових дій, виконував бойове завдання з надання допомоги збройним силам Єгипту. «Ленінград» п'ятнадцять разів бував у Середземному морі, двічі здійснював похід довкола Європи і заходив у Балтійське море, здійснював походи навколо Африки. У 1970–1974 роках пкр «Ленінград» кілька разів перебував у зоні військових дій, надаючи допомогу ЗС Єгипту. У 1974 році проводив розмінування Суецького каналу, у 1984-му розмінування акваторії Червоного моря біля узбережжя Ємену та Ефіопії.
Найбільшою аварією на кораблях проєкту була пожежа на крейсері «Москва» 2 лютого 1975 року: у наслідок короткого замикання в розподільному щиті дизель-генератора виникло загоряння. Через особливості конструкції корабля пожежа швидко поширилася по трюму. З метою уникнення вибуху боєзапасу були затоплені погреби з 57-мм снарядами і ракетами для ЗРК «Шторм». Пожежа тривала сім годин. На кораблі працювало 16 пожежних команд, яким допомагали рятувальні судна «Бештау», «Казбек» і ПЖС-21. У наслідок пожежі загинули троє людей, постраждали 26.
24 червня 1991 року був виключений зі складу флоту і роззброєний «Ленінград». У грудні того ж року його команда розформована і у серпні 1995 року він був відбуксований до Індії для розборки на металобрухт. Не надовго пережив свій сістешип крейсер «Москва»: 27 квітня 1994 року крейсер було виведено у резерв 2-ї категорії. 7 листопада 1996 року на ньому спущено прапор ВМФ СРСР і в травні 1997 року відбуксований в Мумбаї на утилізацію.